# Dawuhan (Madukara)
Dawuhan is een bestuurslaag in het regentschap Banjarnegara van de provincie Midden-Java, Indonesië. Dawuhan telt 2640 inwoners (volkstelling 2010).